# 크리드 3
《크리드 3》(영어: Creed III)는 2023년 개봉한 미국의 스포츠 드라마 영화이다. 배우 마이클 B. 조던의 감독 데뷔작이며 그가 주연 역시 맡았다. 2018년 영화 《크리드 2》의 속편이자 영화 《록키》 시리즈의 아홉 번째 작품이다.

## 줄거리
전직 복싱 챔피언 아도니스 "도니" 크리드는 은퇴 후 아내 비앙카, 청각 장애를 가진 딸 아마라와 함께 행복한 삶을 살고 있다. 도니는 체육관을 운영하며 후배 복서 양성에 힘쓰고, 딸은 아빠처럼 복싱을 하고 싶어 한다. 그러던 중 도니의 옛 친구이자 복싱 천재였던 데미안 "데임" 앤더슨이 감옥에서 출소하면서 이야기가 시작된다.
과거 도니와 데임은 형제처럼 가까웠지만, 불의의 사건으로 데임만 감옥에 가게 된다. 출소 후 데임은 다시 복싱 선수로서 성공하고 싶어 하고, 도니는 데임을 체육관에서 스파링 파트너로 고용하지만, 데임은 지나치게 공격적이고 호전적인 모습을 보인다. 결국 데임은 도니의 후배 복서인 챔피언을 제치고 헤비급 챔피언 자리에 오르게 된다.
하지만 데임은 승리를 위해 비열한 수단을 썼다는 사실이 드러나고, 과거 사건에 대한 진실과 데임의 계략을 알게 된 도니는 데임에게 복수하기 위해 은퇴를 번복하고 챔피언 자리를 놓고 다시 한번 링에 오른다. 치열한 접전 끝에 도니는 챔피언 타이틀을 되찾고 데임과 화해하며 영화는 마무리된다.

## 출연진
- 마이클 B. 조던/새디어스 J. 믹슨(아역) - 아도니스 크리드
- 테사 톰슨 - 비앙카 테일러크리드
- 조너선 메이저스/스펜서 무어 2세(아역) - 데이미언 앤더슨
- 우드 해리스 - 토니 에버스
- 플로리안 문테아누 - 빅토르 드라고
- 필리샤 라샤드 - 메리 앤 크리드
- 밀라 데이비스켄트 - 아마라 크리드
- 호세 베나비데스 주니어 - 펠릭스 차베스
- 셀레니스 레이바 - 로라 차베스
- 토니 벨루 - 리키 콘런
- 카넬로 알바레스(카메오)
- 켈라니(카메오)